# تپه شهر سوخته ۲۶۹
تپه شهر سوخته ۲۶۹ مربوط به هزاره سوم و ۲ قبل از میلاد است و در شهرستان زابل، بخش شیب اب، دهستان لوتک، ۵۶ کیلومتری جاده ارتباطی زابل به زاهدان، ۱۴/۱ کیلومتری جنوب غربی پایگاه باستان‌شناسی شهر سوخته واقع شده و این اثر در تاریخ ۲۸ اسفند ۱۳۸۵ با شمارهٔ ثبت ۱۸۹۹۵ به‌عنوان یکی از آثار ملی ایران به ثبت رسیده است.